# تايسيا أونوفريتشوك
تايسيا أندرييفنا أونوفريتشوك (بالأوكرانية: Таї́сія Андріївна Онофрійчу́к؛ من مواليد 26 مايو 2008) هي لاعبة جمباز إيقاعي أوكرانية حصلت على الميدالية البرونزية في بطولة أوروبا للجمباز الإيقاعي 2024 والميدالية الفضية في بطولة العالم للناشئين 2023. وهي بطلة الجمباز الإيقاعي الأوكرانية لعام 2024 وتم اختيار أونوفريتشوك لتمثيل أوكرانيا في دورة الألعاب الأولمبية الصيفية 2024 بدلاً من زميلها في الفريق فيكتوريا أونوبريينكو. شاركت تايسيا في حدث الجمباز الإيقاعي الفردي للسيدات، وتأهلت للنهائيات وانهت المسابقة في المركز التاسع.

## روابط خارجية
- Taisiia Onofriichuk في الاتحاد الدولي للجمباز

- تايسيا أونوفريتشوك في اللجنة الأولمبية الدولية
- Taisiia Onofriichuk في الألعاب الأولمبية الصيفية 2024
- تايسيا أونوفريتشوك على إنستغرام